# اس‌کی اینوویشن
اس‌کی اینوویشن (انگلیسی: SK Innovation) شرکت هلدینگ نفت و گاز کره‌ای است، که در سال ۲۰۰۷ توسط شرکت اس‌کی سی اند سی تأسیس شد و در زمینه اکتشاف و تولید نفت خام و گاز طبیعی فعالیت می‌کند.